# Apollontempel (Syrakus)

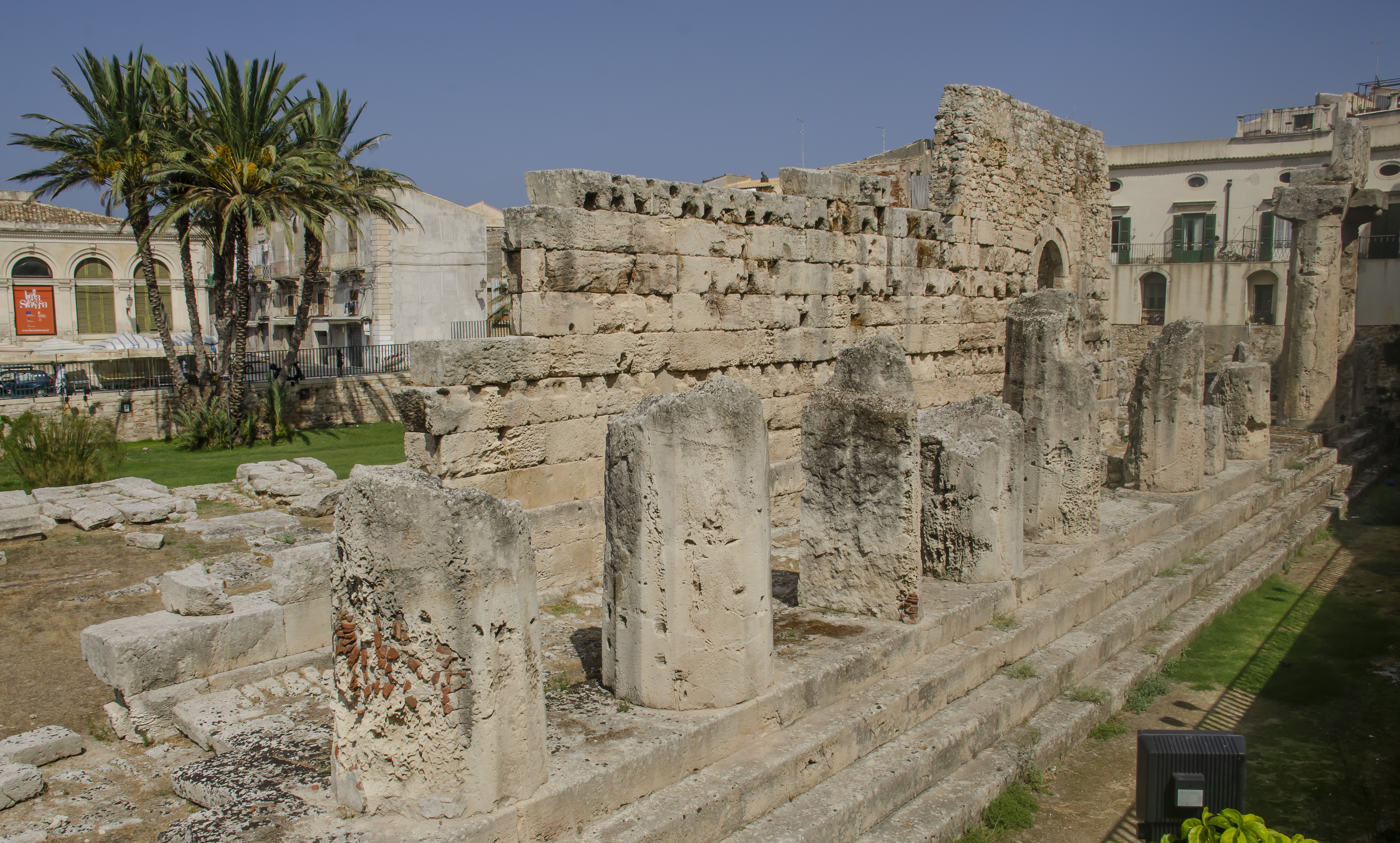
Apollontempel

Der Apollontempel oder Apollon- und Artemistempel ist ein griechischer Tempel in Syrakus in Sizilien. Der Tempel liegt am Eingang zur Altstadt Ortigia.

## Geschichte

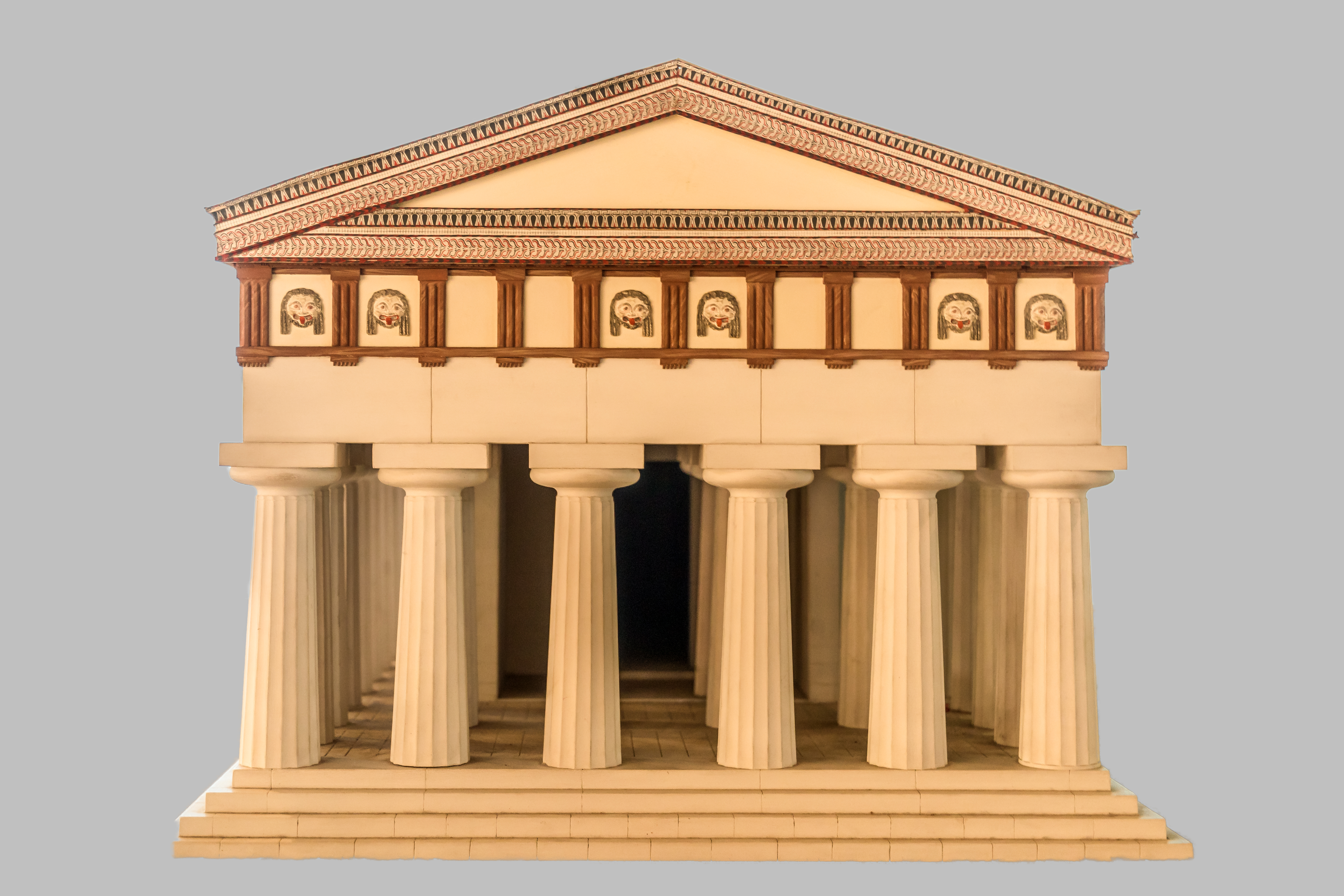
Front des Modells vom Apollontempel, Museo Archeologico Regionale Paolo Orsi

Der Anfang des 6. Jahrhunderts v. Chr. erbaute Tempel ist der älteste bisher bekannte größere griechische Tempel Siziliens. Er ist einer der ersten großen dorischen Peripteraltempel (Ringhallentempel) Groß-Griechenlands und etwa zur gleichen Zeit entstanden wie der Tempel von Korfu.
Umbauten an den Stufen des Einganges und ein Einschnitt für ein Taufbecken deuten darauf hin, dass der Tempel in byzantinischer Zeit zu einer christlichen Kirche umgebaut wurde. Die Araber wandelten die Kirche dann in eine Moschee um. Die christliche Bevölkerung baute die Moschee wieder zu der Basilika SS. Salvatore um. Die Kirche zerfiel, der spitzbogige Eingang ist übrig geblieben. Die Reste der Kirche und des Tempels wurden in den Bau einer Kaserne eingeschlossen.
Entdeckt wurde der Tempel 1860. Von 1939 bis 1942 wurde der Tempel ausgegraben.

## Maße

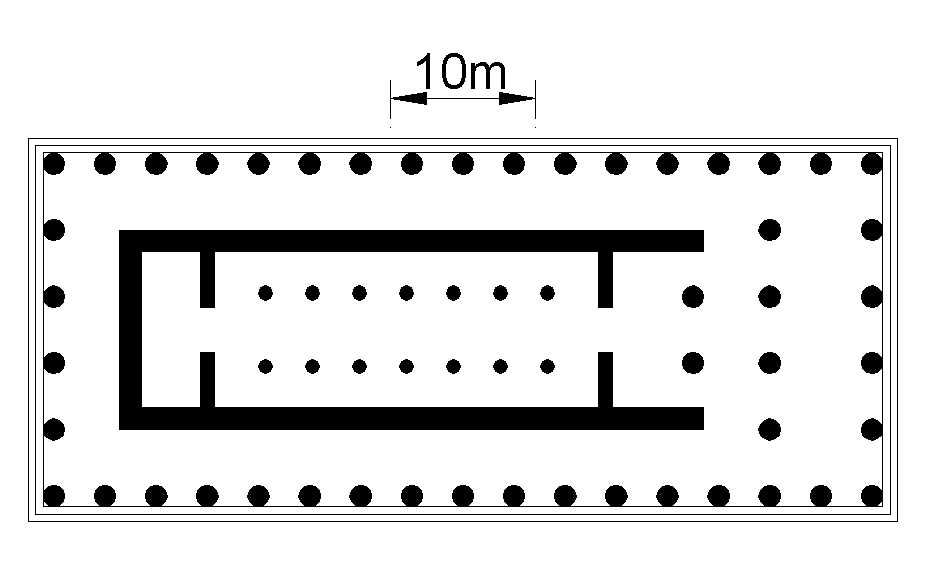
Der Grundriss des Tempels

Der Tempel hatte zur Bauzeit eine Länge von 58,10 m und eine Breite von 24,50 m. Ursprünglich befanden sich sechs Säulen an der schmalen Seite und 17 an der Längsseite. Der Tempel besitzt eine lange Cella, die durch zwei Reihen von Säulen in drei Schiffe geteilt wird.

## Die Säulen

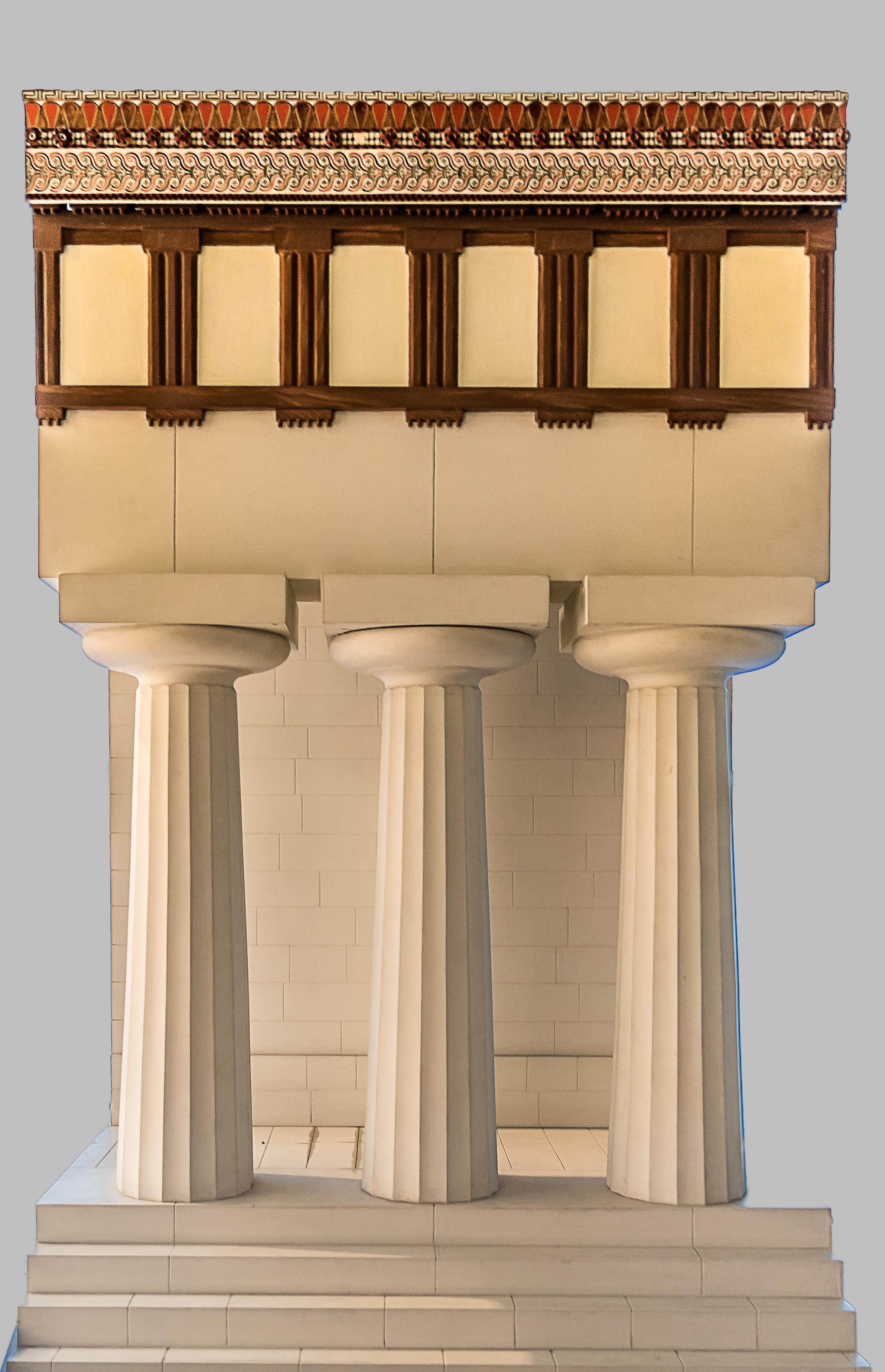
Monolithische Säulen an der Längsseite des Apollontempels (Detailmodell)

Die monolithischen Säulen der Peristasis stehen an den Langseiten sehr dicht nebeneinander. Sie haben flache Kanneluren und keine Entasis. Der Säulenabstand der Langseiten ist kleiner als deren Säulendurchmesser. Zwei Säulen an der Südseite und Teile der östlichen Säulen sind noch erhalten. Die Säulen waren mit polychromen Mosaiken verziert. Bruchstücke sind im Museo Archeologico Regionale Paolo Orsi ausgestellt.